# Марк Милиган
Марк Милиган (4. август 1985) аустралијски је фудбалер који тренутно наступа за шкотски Хибернијан и капитен је репрезентације Аустралије.

## Статистика каријере

### Репрезентација
Ажурирано: 25. јануар 2019.
| Аустралија | Аустралија | Аустралија |
| Година     | Утакмица   | Голова     |
| ---------- | ---------- | ---------- |
| 2006       | 3          | 0          |
| 2007       | 2          | 0          |
| 2008       | 1          | 0          |
| 2009       | 2          | 0          |
| 2010       | 2          | 1          |
| 2011       | 2          | 0          |
| 2012       | 6          | 1          |
| 2013       | 8          | 0          |
| 2014       | 7          | 0          |
| 2015       | 11         | 2          |
| 2016       | 9          | 1          |
| 2017       | 11         | 1          |
| 2018       | 10         | 0          |
| 2019       | 5          | 0          |
| Укупно     | 79         | 6          |

### Голови за репрезентацију
| #  | Датум              | Venue                                       | Opponent   | Score | Result | Competition                              |
| -- | ------------------ | ------------------------------------------- | ---------- | ----- | ------ | ---------------------------------------- |
| 1. | 3. март 2010.      | Стадион Санкорп, Бризбејн, Аустралија       | Индонезија | 1 : 0 | 1 : 0  | Квалификације за АФК азијски куп 2011.   |
| 2. | 7. децембар 2012.  | Стадион Монг Кок, Монг Кок, Хонгконг        | Гвам       | 8 : 0 | 9 : 0  | Источноазијски куп 2013.                 |
| 3. | 13. јануар 2015.   | Стадион Аустралија, Сиднеј, Аустралија      | Оман       | 3 : 0 | 4 : 0  | АФК азијски куп 2015.                    |
| 4. | 8. септембар 2015. | Стадион Памир, Душанбе, Таџикистан          | Таџикистан | 1 : 0 | 3 : 0  | Квалификације за Светско првенство 2018. |
| 5. | 24. март 2016.     | Аделејд Овал, Аделејд, Аустралија           | Таџикистан | 3 : 0 | 7 : 0  | Квалификације за Светско првенство 2018. |
| 6. | 22. јун 2017.      | Стадион Крестовски, Санкт Петербург, Русија | Камерун    | 1 : 1 | 1 : 1  | Куп конфедерација 2017.                  |